# NGC 6087
NGC 6087 (другие обозначения — OCL 948, ESO 137-SC15) — рассеянное скопление в созвездии Наугольник.
Этот объект входит в число перечисленных в оригинальной редакции «Нового общего каталога».